# 紀元前752年
紀元前752年（きげんぜん752ねん）は、西暦（ローマ暦）による年。紀元前1世紀の共和政ローマ末期以降の古代ローマにおいては、ローマ建国紀元2年として知られていた。紀年法として西暦（キリスト紀元）がヨーロッパで広く普及した中世時代初期以降、この年は紀元前752年と表記されるのが一般的となった。

## 他の紀年法
- 干支 : 己丑
- 中国
  - 周 - 平王19年
  - 魯 - 恵公17年
  - 斉 - 荘公贖43年
  - 晋 - 文侯29年
  - 秦 - 文公14年
  - 楚 - 蚡冒6年
  - 宋 - 武公14年
  - 衛 - 荘公揚6年
  - 陳 - 文公3年
  - 蔡 - 戴侯8年
  - 曹 - 桓公5年
  - 鄭 - 武公19年
  - 燕 - 鄭侯13年
- 朝鮮
  - 檀紀1582年
- ユダヤ暦 : 3009年 - 3010年